# 탄식의 다리

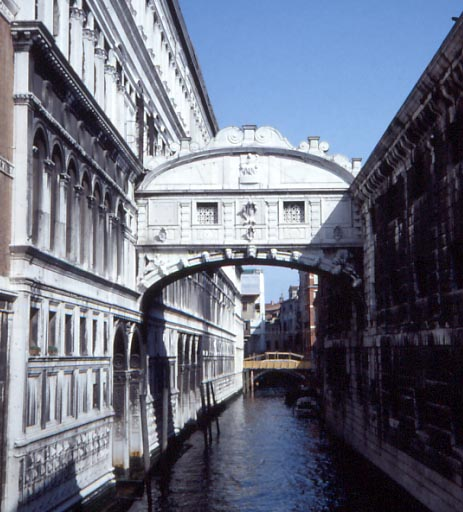
탄식의 다리

탄식의 다리(이탈리아어: Ponte dei Sospiri)는 이탈리아 베네치아에 있는 다리이다. 흰색 대리석으로 만들어졌으며, 창문에는 돌로 된 창살이 있고 위에는 덮개가 있다. 두칼레 궁전과 감옥을 연결하고 있으며, 1600년에 지어졌다.

## 이름
죄수는 감옥으로 이송되기 직전, 바로 이 다리 위에서 베네치아의 풍경을 마지막으로 바라볼 수 있었다. 19세기에 조지 바이런은 죄수들이 이 다리에서 바깥 세상을 마지막으로 지켜보며 탄식을 한다는 발상을 하여, 이 다리의 이름을 '탄식의 다리'로 명명하였다. 다만, 실제로 연구 결과에 따르면 궁전 옆에 있는 감옥에는 주로 형량이 짧은 경범죄자들이 수감되었고, 워낙 창문에 돌창살들이 빽빽히 박혀있어 안에서 밖이 잘 안보인다고 한다. 